# Vavdi Vachhani
Vavdi Vachhani (Waori Wacchani) fou un estat tributari protegit de l'agència de Kathiawar, prant de Gohelwar, presidència de Bombai. Estava format per 3 pobles amb 490 habitants el 1901 (275 el 1881). La nissaga governant era rajput gohel i només hi havia un tributari. La superfície era de 184 km². Els ingressos estimats eren de 3.300 rupies i pagava 334 rupies com a tribut repartides entre el nawab de Junagarh (51) i el Gaikwar de Baroda (que rebia més part, 277 rupies).